# Athos (mythologie)
Athos de gigant is de naam van een van de Giganten uit Thracië, die in gevecht raakte met Poseidon. Een van beiden wierp een enorme rots naar de ander, die op het schiereiland terechtkwam, wat de berg Athos vormde. Op de bergtop staat een kapel, een redelijk zware voettocht voert vanaf de waterkant naar boven. Een groot deel van het jaar ligt er sneeuw op de top.